# Tenisz a 2014. évi nyári ifjúsági olimpiai játékokon
A 2014. évi nyári ifjúsági olimpiai játékokon a tenisz versenyeinek Nankingban a Nanjing Sport Institute adott otthont augusztus 17. és 24. között. A fiúknál és a lányoknál is egyes és páros tornákat rendeztek.

## Naptár
Az időpontok helyi idő szerint (UTC+8) értendők.
| Dátum         | Időpont | Versenyszám |
| ------------- | ------- | --- |
| Augusztus 17. | 15:00   | Fiú, egyes, 1. forduló Lány páros, 1. forduló                                                                              |
| Augusztus 18. | 15:00   | Lány, egyes, 1. forduló Fiú páros, 1. forduló                                                                              |
| Augusztus 19. | 15:00   | Fiú, egyes, 2. forduló Lány páros, negyeddöntők Vegyes páros, 1. forduló                                                   |
| Augusztus 20. | 15:00   | Fiú, egyes, negyeddöntők Lány, egyes, 2. forduló Fiú páros, negyeddöntők Lány páros, elődöntők                             |
| Augusztus 21. | 15:00   | Fiú, egyes, elődöntők Lány, egyes, negyeddöntők Vegyes páros, 2. forduló                                                   |
| Augusztus 22. | 15:00   | Fiú, egyes, bronzmérkőzés Lány, egyes, elődöntők Fiú páros, elődöntők Lány páros, bronzmérkőzés Vegyes páros, negyeddöntők |
| Augusztus 23. | 15:00   | Fiú, egyes, döntő Lány, egyes, bronzmérkőzés Fiú páros, bronzmérkőzés Lány páros, döntő Vegyes páros: Semifinals           |
| Augusztus 24. | 15:00   | Lány, egyes, döntő Fiú páros, döntő Vegyes páros, bronzmérkőzés Vegyes páros, döntő                                        |

## Éremtáblázat
(A táblázatokban a rendező ország eltérő háttérszínnel, az egyes számoszlopok legmagasabb értéke vastagítással kiemelve.)
| A 2014. évi nyári ifjúsági olimpiai játékok éremtáblázata teniszben | A 2014. évi nyári ifjúsági olimpiai játékok éremtáblázata teniszben | A 2014. évi nyári ifjúsági olimpiai játékok éremtáblázata teniszben | A 2014. évi nyári ifjúsági olimpiai játékok éremtáblázata teniszben | A 2014. évi nyári ifjúsági olimpiai játékok éremtáblázata teniszben | Olimpia  |
| ------------------------------------------------------------------- | ------------------------------------------------------------------- | ------------------------------------------------------------------- | ------------------------------------------------------------------- | ------------------------------------------------------------------- | -------- |
|                                                                     | Ország                                                              | Arany                                                               | Ezüst                                                               | Bronz                                                               | Összesen |
| 1.                                                                  | Nemzetek vegyes részvételei (MIX)                                   | 2                                                                   | 1                                                                   | 2                                                                   | 5        |
| 2.                                                                  | Brazília (BRA)                                                      | 1                                                                   | 1                                                                   | 0                                                                   | 2        |
| 3.                                                                  | Kína (CHN)                                                          | 1                                                                   | 0                                                                   | 0                                                                   | 1        |
| 3.                                                                  | Lengyelország (POL)                                                 | 1                                                                   | 0                                                                   | 0                                                                   | 1        |
|                                                                     |                                                                     |                                                                     |                                                                     |                                                                     |          |
| 5.                                                                  | Oroszország (RUS)                                                   | 0                                                                   | 2                                                                   | 1                                                                   | 3        |
| 6.                                                                  | Fehéroroszország (BLR)                                              | 0                                                                   | 1                                                                   | 0                                                                   | 1        |
|                                                                     |                                                                     |                                                                     |                                                                     |                                                                     |          |
| 7.                                                                  | Japán (JPN)                                                         | 0                                                                   | 0                                                                   | 1                                                                   | 1        |
| 7.                                                                  | Litvánia (LTU)                                                      | 0                                                                   | 0                                                                   | 1                                                                   | 1        |
|                                                                     |                                                                     |                                                                     |                                                                     |                                                                     |          |
| Összesen                                                            | Összesen                                                            | 5                                                                   | 5                                                                   | 5                                                                   | 15       |

## Érmesek

### Fiú
| Versenyszám | Arany                                                                        | Ezüst                                                                   | Bronz                                                           |
| ----------- | ---------------------------------------------------------------------------- | ----------------------------------------------------------------------- | --------------------------------------------------------------- |
| Fiú egyes   | Kamil Adrian Majchrzak · Lengyelország (POL)                                 | Orlando Moraes Luz · Brazília (BRA)                                     | Andrey Rublev · Oroszország (RUS)                               |
| Fiú páros   | Orlando Moraes Luz · Brazília (BRA) · Marcelo Zormann Silva · Brazília (BRA) | Karen Khachanov · Oroszország (RUS) · Andrey Rublev · Oroszország (RUS) | Matsumura Ryotaro · Japán (JPN) · Yamasaki Jumpei · Japán (JPN) |

### Lány
| Versenyszám | Arany                                                                          | Ezüst                                                                              | Bronz                                                                       |
| ----------- | ------------------------------------------------------------------------------ | ---------------------------------------------------------------------------------- | --------------------------------------------------------------------------- |
| Lány egyes  | Xu Shilin · Kína (CHN)                                                         | Irina Simanovics · Fehéroroszország (BLR)                                          | Akvilė Paražinskaitė · Litvánia (LTU)                                       |
| Lány páros  | Anhelina Kalinyina · Ukrajna (UKR) · Irina Simanovics · Fehéroroszország (BLR) | Darja Kaszatkina · Oroszország (RUS) · Anasztaszija Komargyina · Oroszország (RUS) | Jeļena Ostapenko · Lettország (LAT) · Akvilė Paražinskaitė · Litvánia (LTU) |

### Vegyes
| Versenyszám  | Arany                                                             | Ezüst                                                 | Bronz                                        |
| ------------ | ----------------------------------------------------------------- | ----------------------------------------------------- | -------------------------------------------- |
| Vegyes páros | Jil Teichmann · Svájc (SUI) · Jan Zieliński · Lengyelország (POL) | Ye Qiuyu · Kína (CHN) · Jumpei Yamasaki · Japán (JPN) | Kamil Adrian Majchrzak · Lengyelország (POL) |
| Vegyes páros | Jil Teichmann · Svájc (SUI) · Jan Zieliński · Lengyelország (POL) | Ye Qiuyu · Kína (CHN) · Jumpei Yamasaki · Japán (JPN) | Stollár Fanny · Magyarország (HUN)           |